# Jugoslaviens bidrag i Eurovision Song Contest

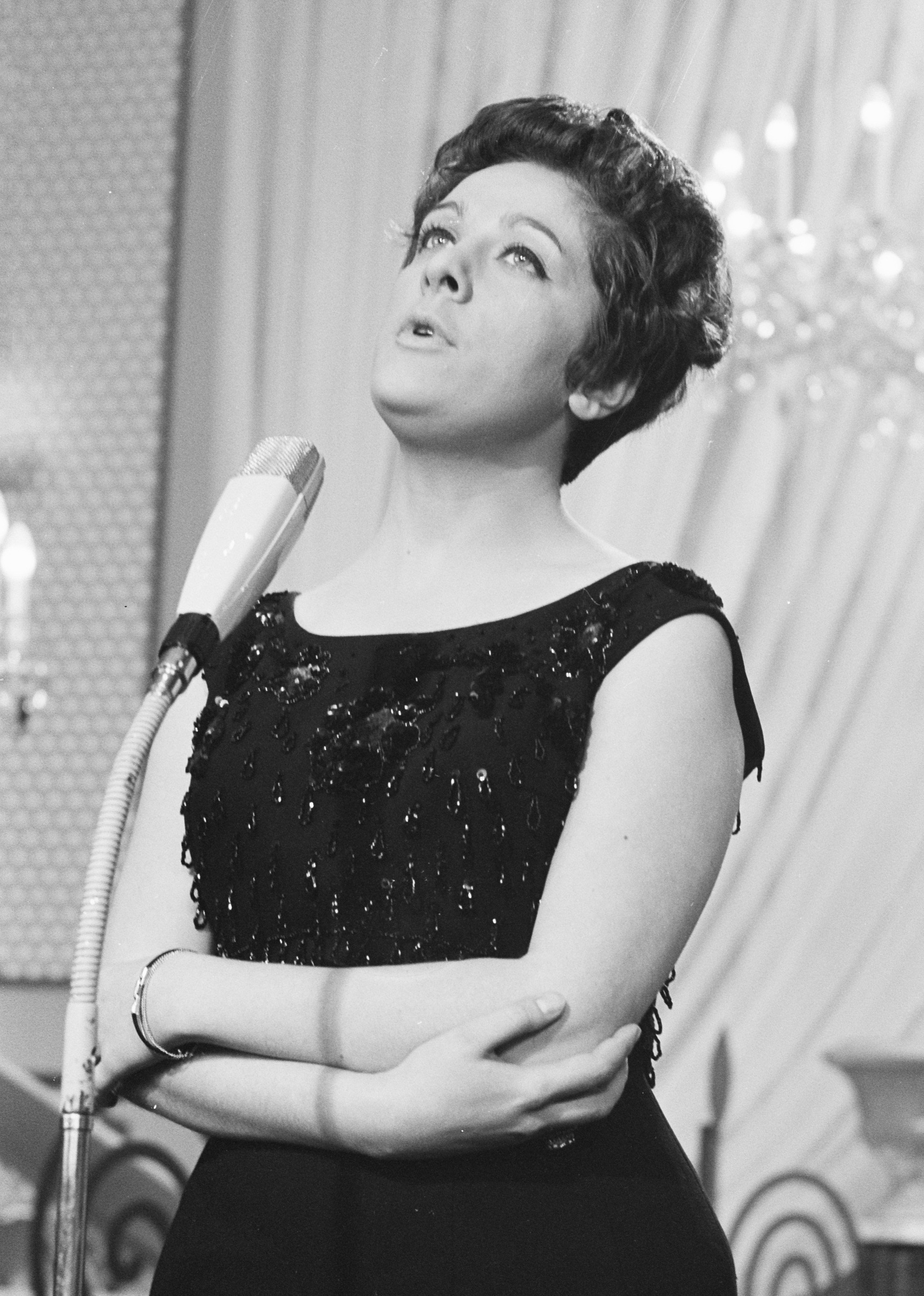
Lola Novaković i Luxemburg 1962.

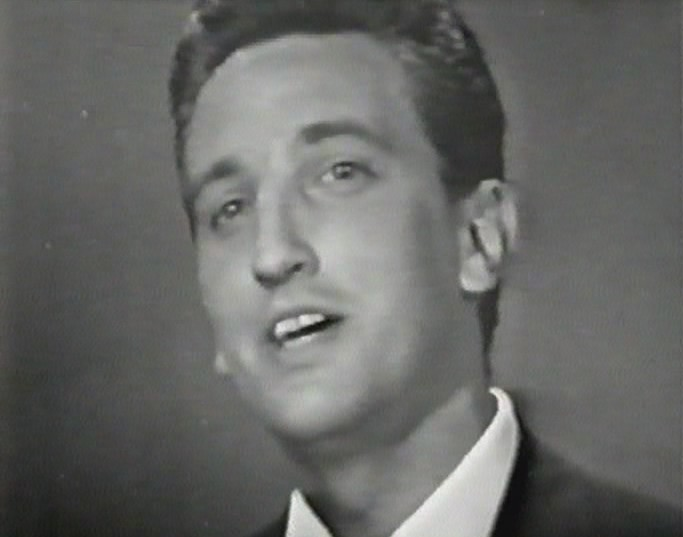
Vice Vukov i Neapel 1965.

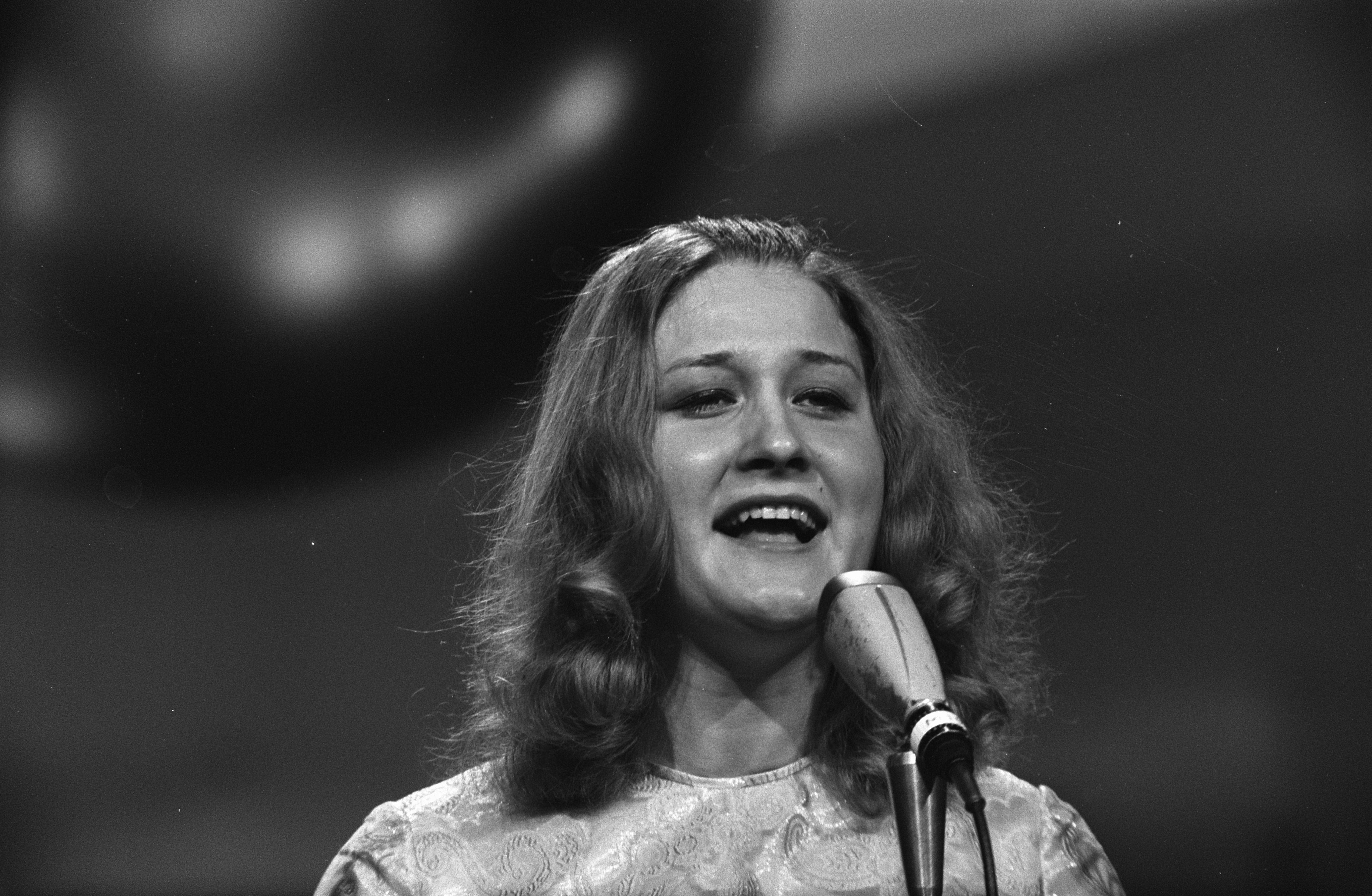
Eva Sršen i Amsterdam 1970.

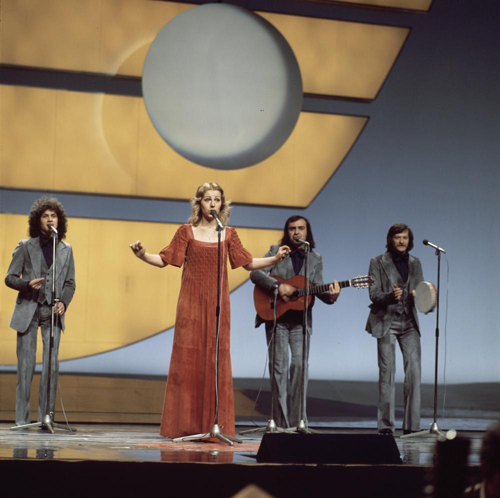
Ambasadori i Haag 1976.

Jugoslavien debuterade i Eurovision Song Contest 1961 och deltog i tävlingen 27 gånger fram till och med 1992. Det jugoslaviska tv-bolaget Jugoslovenska radio-televizija (JRT) var ansvarigt för Jugoslaviens medverkan varje år man deltog i tävlingen. Deras sista framträdande i tävlingen gjordes i Malmö 1992, trots att landet delats upp i mindre stater 1991. Delarna som fortfarande existerade kallades för Förbundsrepubliken Jugoslavien. Dock tävlade man fortfarande under namnet "Jugoslavien".
Jugoslavien stod som segrare i tävlingen vid ett tillfälle; 1989, vilket också blev den enda gången där Jugoslavien hamnade på pallplats. Jugoslaviens representanter hämtades från fem av de sex delrepubliker som sedan blev självständiga stater; Bosnien och Hercegovina, Kroatien, Montenegro, Serbien och Slovenien. Artister från delrepubliken Makedonien vann aldrig den nationella uttagningen. Den mest framgångsrika delrepubliken var Kroatien; tolv av de 27 representanterna hämtades därifrån, däribland landets enda segrande bidrag. Året efter stod Zagreb som värdstad för tävlingen. 

## Jugoslavien i Eurovision Song Contest[1]

### Historia
Jugoslavien gjorde sin debut i tävlingen 1961 och förblev som den enda kommuniststaten att delta i tävlingen. Från debuten fram till slutet på 1970-talet hade landet inte nått några större framgångar placeringsmässigt. Den bästa placeringen då uppnåddes 1962 där man hamnade på fjärde plats i finalen. 1964 blev det första och enda gången där Jugoslavien slutade sist i finalen och blev dessutom poänglöst tillsammans med tre andra länder. Av okända anledning gjorde Jugoslavien uppehåll och skickade inget bidrag till tävlingen åren 1977–1980. 1983 representerades landet av Danijel Popović som framförde låten Džuli i München. Bidraget slutade på fjärde plats med bara en poäng bakom Sverige som representerades av Carola Häggkvist. Häggkvist knep därmed tredje platsen och Jugoslavien uteblev från pallplats. Jugoslavien skulle ha deltagit i tävlingen i Göteborg 1985 med bidraget Pokora, framförd av Zorica Kondža och Josip Genda. Men landet hoppade av tävlan då finalen skulle hållas den 4 maj, årsdagen då Jugoslaviens president Josip Broz Tito avled 1980. Åren 1987–1990 gjorde Jugoslavien bra ifrån sig resultatmässigt och slutade inom topp tio samtliga år. 1989 kom landets första och den enda segern med musikgruppen Riva och låten Rock Me. Då Riva kom från delrepubliken Kroatien fick delrepublikens huvudstad, Zagreb, arrangera tävlingen året därpå. Efter värdskapet för tävlingen 1990 föll landets prestation i tävlingen markant, vilket kom i samband med Jugoslaviens upplösning som började 1991. I Rom 1991 slutade landet näst sist med bara ett poäng som man fick från Malta. En anledning till att Jugoslavien hamnade näst sist påstås vara på grund av de politiska spänningarna i Jugoslavien vid tävlingstillfället. Bara två dagar innan tävlingen inträffade Borovo Selo-massakern, där 12 kroatiska polismän och 3 serber miste livet. Under en presskonferens i samband med massakern hade Bebi Dol, landets representant, fått många känsliga och obekväma frågor angående den politiska situationen i Jugoslavien. Men det finns också andra förklaringar till Bebi Dols låga placering; man hade bland annat skrivit om texten i hennes låt och ändrat det instrumentala arrangemanget så att det inte längre lät som det bidrag som hon vann med i Sarajevo. Under repetitionerna innan tävlingen fanns inte heller hela orkestern på plats och delar av bidraget och dess arrangemang kunde inte övas in. I landets sista framträdande i tävlingen, i Malmö 1992, hamnade landet på trettonde palts i finalen. Kort efter finalen uteslöts landet från EBU på grund av de Jugoslaviska krigen.

### Nationell uttagningsform
Jugovizija var Jugoslaviens nationella uttagning för att välja ut deras bidrag till Eurovision Song Contest. Uttagningen organiserades av det nationella TV-bolaget (JRT) och dess subnationella offentliga sändningscenter baserade i huvudstäderna i var och en av de ingående republiker i den jugoslaviska federationen: SR Bosnien och Hercegovina (RTV Sarajevo), SR Kroatien (RTV Zagreb och RTV Split), SR Makedonien (RTV Skopje), SR Montenegro (RTV Titograd), SR Serbien (RTV Belgrad) och SR Slovenien (RTV Ljubljana) och även sändningstjänsterna i de autonoma provinserna inom SR Serbien: SAP Kosovo (RTV Prishtina) och SAP Vojvodina (RTV Novi Sad). De första subnationella offentliga TV-bolagen som tävlade 1961 var RTV Belgrad, RTV Ljubljana och RTV Zagreb, medan de andra anslöt sig under de följande åren. Uttagningens upplägg var en nationell final där alla delrepublikerna fick skicka ett antal bidrag till finalen.

## Resultattabell
| 1 | Vinnare                            |
| 2 | Andra plats                        |
| 3 | Tredje plats                       |
| ◁ | Sista plats                        |
| X | Ett bidrag valdes men tävlade inte |

| År                               | Artist                             | Bidrag                  | Språk          | Final       | Poäng       |
| -------------------------------- | ---------------------------------- | ----------------------- | -------------- | ----------- | ----------- |
| 1961                             | Ljiljana Petrović                  | Neke davne zvezde       | Serbokroatiska | 8           | 9           |
| 1962                             | Lola Novaković                     | Ne pali svetla u sumrak | Serbokroatiska | 4           | 10          |
| 1963                             | Vice Vukov                         | Brodovi                 | Serbokroatiska | 11          | 3           |
| 1964                             | Sabahudin Kurt                     | Život je sklopio krug   | Serbokroatiska | 13          | 0           |
| 1965                             | Vice Vukov                         | Čežnja                  | Serbokroatiska | 12          | 2           |
| 1966                             | Berta Ambrož                       | Brez besed              | Slovenska      | 7           | 9           |
| 1967                             | Lado Leskovar                      | Vse rože sveta          | Slovenska      | 8           | 7           |
| 1968                             | Luči Kapurso & Hamo Hajdarhodžić   | Jedan dan               | Serbokroatiska | 7           | 8           |
| 1969                             | Ivan & 3M                          | Pozdrav svijetu         | Serbokroatiska | 13          | 5           |
| 1970                             | Eva Sršen                          | Pridi, dala ti bom cvet | Slovenska      | 11          | 4           |
| 1971                             | Krunoslav Slabinac                 | Tvoj dječak je tužan    | Serbokroatiska | 14          | 68          |
| 1972                             | Tereza Kesovija                    | Muzika i ti             | Serbokroatiska | 9           | 87          |
| 1973                             | Zdravko Čolić                      | Gori Vatra              | Serbokroatiska | 15          | 65          |
| 1974                             | Korni grupa                        | Moja Generacija         | Serbokroatiska | 12          | 6           |
| 1975                             | Pepel in Kri                       | Dan ljubezni            | Slovenska      | 13          | 22          |
| 1976                             | Ambasadori                         | Ne mogu skriti svoj bol | Serbokroatiska | 17          | 10          |
| Deltog inte mellan 1977 och 1980 |                                    |                         |                |             |             |
| 1981                             | Seid Memić Vajta                   | Leila                   | Serbokroatiska | 15          | 35          |
| 1982                             | Aska                               | Halo, Halo              | Serbokroatiska | 14          | 21          |
| 1983                             | Daniel                             | Džuli                   | Serbokroatiska | 4           | 125         |
| 1984                             | Vlado Kalember & Izolda Barudžija. | Ciao, Amore             | Serbokroatiska | 18          | 26          |
| 1985                             | Zorica Kondža & Josip Genda        | Pokora                  | Serbokroatiska | Drog sig ur | Drog sig ur |
| 1986                             | Doris Dragović                     | Željo moja              | Serbokroatiska | 11          | 49          |
| 1987                             | Novi fosili                        | Ja sam za ples          | Serbokroatiska | 4           | 92          |
| 1988                             | Srebrna krila                      | Mangup                  | Serbokroatiska | 6           | 87          |
| 1989                             | Riva                               | Rock Me                 | Serbokroatiska | 1           | 137         |
| 1990                             | Tajči                              | Hajde da ludujemo       | Serbokroatiska | 7           | 81          |
| 1991                             | Bebi Dol                           | Brazil                  | Serbokroatiska | 21          | 1           |
| 1992                             | Extra Nena                         | Ljubim te pesmama       | Serbiska       | 13          | 44          |
| Upplöstes 1992                   |                                    |                         |                |             |             |